# Lars E. Ljunglöf
Lars Erik Ljunglöf, född 5 juni 1924 i Nordmalings församling, Västerbottens län, död 2009, var en svensk inredningsarkitekt. 
Ljunglöf, som var son till överlärare Svante Ljunglöf och Hilda Olsson, avlade studentexamen 1945, utexaminerades från Högre Konstindustriella Skolan 1950, var timlärare där 1950–1957, anställd hos arkitekt Anders Tengbom i Stockholm 1950, hos arkitekt Carl-Axel Acking 1951 och hos arkitekt Nisse Strinning 1953. Han bedrev egen arkitektverksamhet i Stockholm från 1955 och var assistent vid Kungliga Tekniska högskolan från 1957. Han var vice ordförande i Svenska inredningsarkitekters riksförbund 1960, ordförande i dess förtroendenämnd, dess taxekommitté 1959–1961. Bland hans arbeten märks Hotell Apollonia i Stockholm, Moderna museet i Stockholm, Vattenfallsstyrelsens kontorshus i Vällingby och kyrka på Gärdet i Stockholm.
År 1957 grundade Ljunglöf HI-gruppen tillsammans med Stig Lönngren och Hans Kempe. Tillsammans med Kempe utförde han en rad inredningar för offentlig miljö. Ljunglöfs moderna skandinaviska möbeldesign har sina rötter i traditionellt hantverk, men har anpassats för industriproduktion och tillverkas av Gärsnäs AB.